# Peter Magubane
Peter Sexford Magubane (18. ledna 1932 – 1. ledna 2024) byl jihoafrický fotograf a aktivista proti apartheidu. Byl také osobním fotografem prezidenta Nelsona Mandely.

## Raný život
Peter Sexford Magubane se narodil ve Vrededorpu (nyní Pageview, předměstí Johannesburgu ) a vyrostl v Sophiatownu. Jako student začal fotografovat pomocí boxového fotoaparátu Kodak Brownie.
V roce 1954 si přečetl výtisk Drum, časopisu známého svými reportážemi o městských černoších a účincích apartheidu. "Zabývali se sociálními problémy, které postihly černochy v Jihoafrické republice. Chtěl jsem být součástí toho časopisu."
Magubane začal pracovat ve společnosti Drum jako řidič. Po šesti měsících občasných prací dostal fotografický úkol pod vedením Jürgena Schadeberga, hlavního fotografa. Půjčil si fotoaparát a v roce 1955 dokumentoval sjezd Afrického národního kongresu. "Vrátil jsem se do kanceláře s dobrými výsledky a nikdy jsem se neohlédl."
Být na místě v prvních letech nebylo snadné, jak vzpomínal: „Neměli jsme dovoleno nosit fotoaparát na otevřeném prostranství, pokud se do toho zapojila policie, takže jsem často musel schovávat svůj fotoaparát, abych získal snímky, které jsem chtěl. Fotoaparát jsem schoval do vydlabané bible a fotografoval s kabelovou spouští v kapse. Jindy jsem při soudním procesu v Zeerustu, kde byl tisk zakázán, schoval svou Leicu 3G do vydlabaného bochníku chleba a předstíral, že jím, když jsem ve skutečnosti fotografoval; když chleba došel, koupil jsem mléko a schoval fotoaparát do krabice. A prošlo mi to. Člověk musel myslet rychle a být rychlý, aby přežil.“
Magubane fotografoval většinu historických okamžiků Jihoafrické republiky, jako byl například masakr v Sharpeville v roce 1960 nebo Mandelův proces Rivonia v roce 1964. Později vzpomínal: "Nikdy jsem neviděl tolik mrtvých." Jeho redaktor chtěl vědět, proč nepořídil žádné detailní záběry. Magubane se pak „rozhodl, že se nebudu emocionálně angažovat, nebo alespoň ne, dokud neudělám svou práci.“

## Střední a pozdější roky
Magubane opustil Drum, aby začal pracovat na volné noze. V roce 1967 byl zaměstnán v Rand Daily Mail. V roce 1969 byl poslán fotografovat demonstraci před vězeňskou celou Winnie Mandelové. Byl zatčen, vyslýchán a poté umístěn na samotku. Obvinění byla stažena v roce 1970. Magubane však měl na pět let zakázáno fotografovat. V roce 1971 byl znovu uvězněn a strávil 98 dní na samotce a poté strávil šest měsíců ve vězení.
Po svém propuštění byl Mugabane přidělen k dokumentaci nepokojů v Sowetu, ke kterým došlo od června do srpna 1976. Byl zatčen, zbit a měl zlomený nos. Nakonec byl propuštěn na konci roku 1976. Série snímků, které pořídil, mu přinesla mezinárodní uznání. V únoru 1977 vyhrál cenu za vynikající žurnalistiku, sponzorovanou Stellenbosch Farmers' Winery a udělovanou novinářem Walterem Cronkitem.
To vedlo k dalším příležitostem. Pracoval na zakázkách pro časopis Time, Organizaci spojených národů a pro Sports Illustrated, když fotografoval sérii o jihoafrické dospívající běžkyni Zole Buddové.
V roce 1985 strávil Magubane čas v nemocnici, kde se zotavoval z ran, které utrpěl, když ho na pohřbu poblíž Johannesburgu zasáhla křížová policejní palba.
V roce 2006 vydala Jihoafrická pošta aršík, pamětní obálku a speciální razítko na Národní den žen. Toto připomíná pochod 9. srpna 1956, kdy 20 000 žen ze všech částí Jihoafrické republiky uspořádalo druhý pochod na Union Buildings na protest proti zákonům o schválení (poznámka|V Jihoafrické republice za apartheidu a v Jihozápadní Africe (nyní Namibie) sloužily zákony jako vnitřní pasový systém určený k rasové segregaci obyvatelstva. Omezovaly pohyb jednotlivců a přidělování migrujících pracovních sil s nízkou mzdou. Také známý jako zákon domorodců, tyto zákony vážně omezovaly pohyb černošských jihoafrických a jiných rasových skupin tím, že je omezovaly na vyhrazená území. Pokusy o prosazení zákonů o ženách, které byly původně aplikovány na africké muže, vyvolaly v 10. a 50. letech značné protesty. Zákony propustek zůstaly klíčovým aspektem systému apartheidu v zemi až do jejich účinného ukončení v roce 1986. Průkaz používaný k prosazování těchto zákonů byl hanlivě označován jako dompas (afrikánština: dompas, lit. 'hloupý průkaz'). U premiérových dveří nechali petice obsahující více než 100 000 podpisů. Fotografii použitou na aršíku pořídil Peter Magubane během pochodu a zobrazuje některé ženy, které vedly pochod v roce 1956: Lillian Ngoyi, Helen Joseph, Sophia Williams-De Bruyn a Rahima Moosa.
Magubane přestal pracovat ve fotožurnalistice a později se soustředil na uměleckou fotografii. Barevně dokumentoval přežívající kmenové cesty v post-apartheidní Jihoafrické republice. Tyto fotografie byly zveřejněny pod hlavičkou African Heritage Series.
Magubane zemřel 1. ledna 2024, 17 dní před svými 92. narozeninami.

## Publikace
- Black As I Am, Zindzi Mandela a Peter Magubane; předmluva Andrew Young, Los Angeles Guild of Tutors Press, 1978, ISBN 0-89615-001-1
- Magubaneova Jihoafrická republika ; s předmluvou velvyslance Andrewa Younga, New York: Alfred A. Knopf, distribuce Random House. 1978, ISBN 0-436-27120-6
- Soweto, fotografoval Peter Magubane; text, Marshall Lee; přispívající a obrazový editor, Dawn Lindberg, Cape Town: Don Nelson, 1978, ISBN 0-909238-32-4 (2. vyd. 1983)
- Soweto Speaks, Jill Johnson, fotografie Peter Magubane, Johannesburg: AD Donker, 1979, ISBN 0-949937-63-0
- Černé dítě, New York: Alfred Knopf, 1982, ISBN 0-394-51445-9
- 16. června: Ovoce strachu, Braamfontein: Skotaville, 1986, ISBN 0-947009-13-2
  - Soweto: The Fruit of Fear, Trenton, NJ: Africa World Press, 1986, ISBN 0-86543-040-3 (reedice ze dne 16. června: Ovoce strachu )
- Soweto: Portrét města, fotografie Peter Magubane; text David Bristow, Stan Motjuwadi; [předmluva arcibiskupa Desmonda Tutu]. Londýn: New Holland, 1990 ISBN 1-85368-051-6
- Ženy z Jihoafrické republiky: jejich boj za svobodu, fotografie Petera Magubaneho, text Carol Lazar. Boston MA: Little, Brown & Co., 1993 ISBN 0-8212-1928-6
- Nelson Mandela, Muž osudu: obrazová biografie, Kapské Město: Don Nelson, 1996, ISBN 1-86806-123-X
- Mizející kultury Jihoafrické republiky: měnící se zvyky v měnícím se světě, Kapské Město: Struik, 1998, ISBN 1-86825-967-6 (Xhosa – Zulu – Ndebele – Venda – Tsonga – Basotho – Tswana – Pedi – Ntwana – San)
- African Renaissance, Kapské Město: Struik, 2000, ISBN 1-86872-413-1
- Řada African Heritage:
  - Homesteads, Peter Magubane, text Sandra Klopper, Kapské Město: Struik, 2001, ISBN 978-1-86872-517-5
  - Dress and Adornment, Peter Magubane, text Sandra Klopper, 2001, ISBN 978-1-86872-514-4
  - Ceremoniály, Peter Magubane, text Sandra Klopper, Kapské Město: Struik. 2001, ISBN 1-86872-515-4
- Soweto, Peter Magubane a Charlene Smith, Kapské Město: Struik, 2001, ISBN 1-86872-584-7
- Řada African Heritage:
  - Arts and Crafts, Peter Magubane, text Sandra Klopper, Kapské Město: Struik, 2001, ISBN 1-86872-836-6
- The BaNtwane: Africa's Undiscovered People, Peter Magubane, text Sandra Klopper, Kapské Město: Struik, 2001, ISBN 1-86872-564-2
- AmaNdebele, Peter Magubane, text Sandra Klopper, Sunbird, 2005, ISBN 1-919938-06-0

## Film a video
- Dying to Tell the Story (1998) – Magubane se v dokumentu objevil jako on sám
- Fotograf Peter Magubane (1999) – deníky BBC Millenium. "Poté, co na kameru zaznamenal bouřlivé události v Jihoafrické republice za posledních 45 let, vypráví o cestě do své dnešní vlasti."[10]

## Výstavy

### Samostatné výstavy
- 1985 — Fotografická galerie Hippolyte, Helsinky, Finsko.[11]
- 2005 — Madiba: Man of Destiny, Standard Bank Gallery, Johannesburg

### Skupinové výstavy
- 2001 – Soweto – jihoafrický mýtus. fotografie z 50. let (Alf Khumalo, Ernest Cole a Jürgen Schadeberg). Jádrem výstavy je studentské povstání v roce 1976. To zahrnuje některé Magubaneovy práce.
- 2012–2013 – Vzestup a pád apartheidu: Fotografie a byrokracie každodenního života[12]

## Ocenění
- 1958 – První černošský Jihoafričan, který vyhrál fotografickou cenu v zemi – byla mu udělena první a třetí cena za nejlepší tiskové snímky roku.[8]
- 1985 – Zlatá medaile Roberta Capy
- 1986 – Cena Ericha Salomona
- 1992 - Zvláštní čestná medaile Missouri za vynikající službu v žurnalistice
- 1995 – Cena Martina Luthera Kinga Luthuli
- 1997 – Cena za celoživotní dílo od Mother Jones Foundation a Leica Cameras
- 1997 – stipendium Tom Hopkinson School of Journalism and Cultural Studies, University of Wales, Cardiff
- 1999 – Objednávka za záslužnou službu II. třídy od prezidenta Mandely
- 2003 – čestný doktorát z University of South Africa
- 2006 – čestný doktorát filozofie z University of Fort Hare[13]
- 2006 – čestný doktorát technologie z Tshwane University of Technology[13]
- 2006 – doktor práv (honoris causa) na Rhodské univerzitě
- 2008 – Čestné stipendium Královské fotografické společnosti ve Velké Británii
- 2010 – Cornell Capa Infinity Award od Mezinárodního centra fotografie
- 2010 - čestný doktorát z Columbia College (Chicago)
- 2015 – Cena Nata Nakasy za mediální integritu